# Harmony (Elton John)
Harmony è un brano scritto ed interpretato dall'artista britannico Elton John; il testo è di Bernie Taupin.

## Il brano
Proviene dal doppio album Goodbye Yellow Brick Road del 1973, uno dei maggiori successi, artistici e commerciali, di Elton. È l'ultima traccia dell'LP originale, ma nella Deluxe Edition del 2003 precede Whenever You're Ready (We'll Go Steady Again); è anche una delle tracce più corte dell'album di provenienza (preceduta solo da Your Sister Can't Twist (But She Can Rock 'n Roll) e This Song Has No Title). Mette in evidenza i cori della Elton John Band (così come in Goodbye Yellow Brick Road) che accompagnano la voce e il pianoforte dell superstar. La melodia, lenta e soave, è rafforzata dai sontuosi arrangiamenti orchestrali di Del Newman. Oltre a Nigel Olsson alla batteria e Dee Murray al basso, è possibile notare Davey Johnstone alla chitarra acustica. Il testo di Bernie Taupin, letteralmente Armonia, torna a parlare di amore. 
Harmony, spesso eseguita live, è stata molto lodata dalla rivista musicale Circus ma è anche citata altrove.